# Papiro 88
O Papiro 88, na designação de Gregory-Aland numerado como {\displaystyle {\mathfrak {P}}}88 é um antigo papiro do Novo Testamento que originalmente continha uma cópia do Novo Testamento em grego e actualmente contém apenas fragmentos do capítulo dois do Evangelho de Marcos (Marcos 2:1–26). A paleografia tem datado o manuscrito ao século IV.